# ريليف ويب
ريليف ويب (بالإنجليزية: ReliefWeb)‏ هي أكبر بوابة معلومات إنسانية في العالم. تأسست البوابة عام 1996، وتستضيف الآن أكثر من 720,000 من تقارير الحالات الإنسانية، والبيانات الصحفية، والتقييمات، والمبادئ التوجيهية، والخرائط والرسوم البيانية. البوابة عبارة عن وسيلة مستقلة للمعلومات، مصممة خصيصًا لمساعدة المجتمع الإنساني الدولي لتقديم مساعدة الطوارئ بشكل فعال. توفر البوابة معلومات عند حدوث أزمات إنسانية، مع التأكيد على تغطيتها «لحالات الطوارئ المنسية» في نفس الوقت. تهدف رؤيتها واستراتيجيتها إلى جعل موقع ريليف ويب «مصدرا واحدًا متاحا للمجتمع الإنساني العالمي.» 